# Antonio Maria Haffner
Antonio Maria Haffner, né le 15 octobre 1654 à Bologne et mort à Gênes le 6 juillet 1732, est un prêtre et un peintre baroque italien des XVIIe et XVIIIe siècles actif principalement à Bologne dans le style de la Quadratura.

## Biographie
Né de Giovanni Haffner, garde mercenaire de la Garde suisse pontificale de Bologne et de Caterina Bianchi, Antonio Maria Haffner voit le jour dans la ville où travaille son père. Avec son frère aîné, il se forma dans un premier temps dans le studio d'Domenico Maria Canuti avant de continuer avec les peintres de la Quadratura. Il est brièvement allé à Rome avec son frère et Canuti avant d'emménager à Gênes en 1676. Il a vécu à Gênes jusqu'à sa mort et est devenu prêtre dans la Confédération des oratoriens de Saint Philippe Néri, communauté religieuse où il put continuer la peinture dû à leur support.